# Sediul Breslei Cizmarilor
Sediul Breslei Cizmarilor (în maghiară Csizmakészítő ipartársulat székháza) este o clădire construită în 1888 în stil eclectic după planurile arhitectului Győző Nagy pe Piața Trandafirilor din Târgu Mureș. Se figurează pe lista monumentelor istorice sub codul LMI:  MS-II-m-B-15559.

## Istoric
Breslele au fost asociațiile profesionale și voluntare de meșteșugari aparținând unei meserii care au apărut la Târgu Mureș în Evul Mediu după modelul localităților din Transilvania și au funcționat în incinta cetății până la ocuparea de armata austriacă,  de aici provine denumirea Bastionului tăbăcarilor.
La sfârșitul secolului al XIX-lea sistemul breslelor a fost desființat, în locul lor au fost înființate asociații ale meșteșugarilor. După organizarea acesteia, cizmarii au început lucrările pentru construirea unui sediu. Proiectarea a fost făcută de arhitectul Győző Nagy, care a realizat și planurile Sediului Breslei Măcelarilor din Târgu Mureș, iar lucrările au fost realizate de Pál Soós. Sediul, după mărturia tăbliței de la intrare, a fost terminat în 1890. Încăperile de la etaj găzduiau birourile asociației, iar în odăile de la parter găzuiau Hotelul și Restaurantul Central (în maghiară Központi Szálloda és Étterem).
După naționalizare, în clădire a fost amenajat un cinematograf și în locul magazinului de textile a fost inagurată o cofetărie. În 1982 a fost renovată clădirea redobîndindu-și astfel rafinamentul și frumusețea inițială.

## Imagini

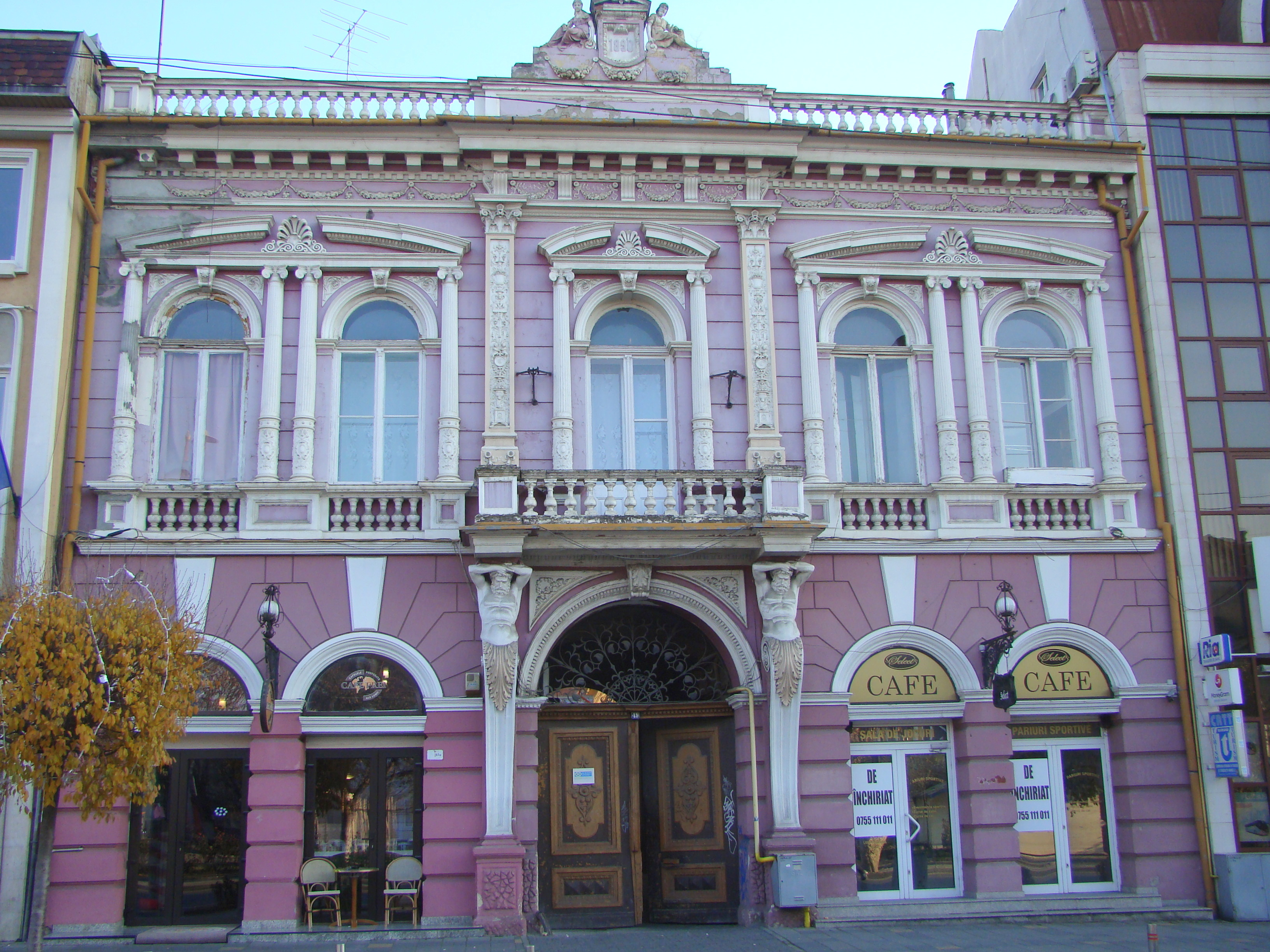
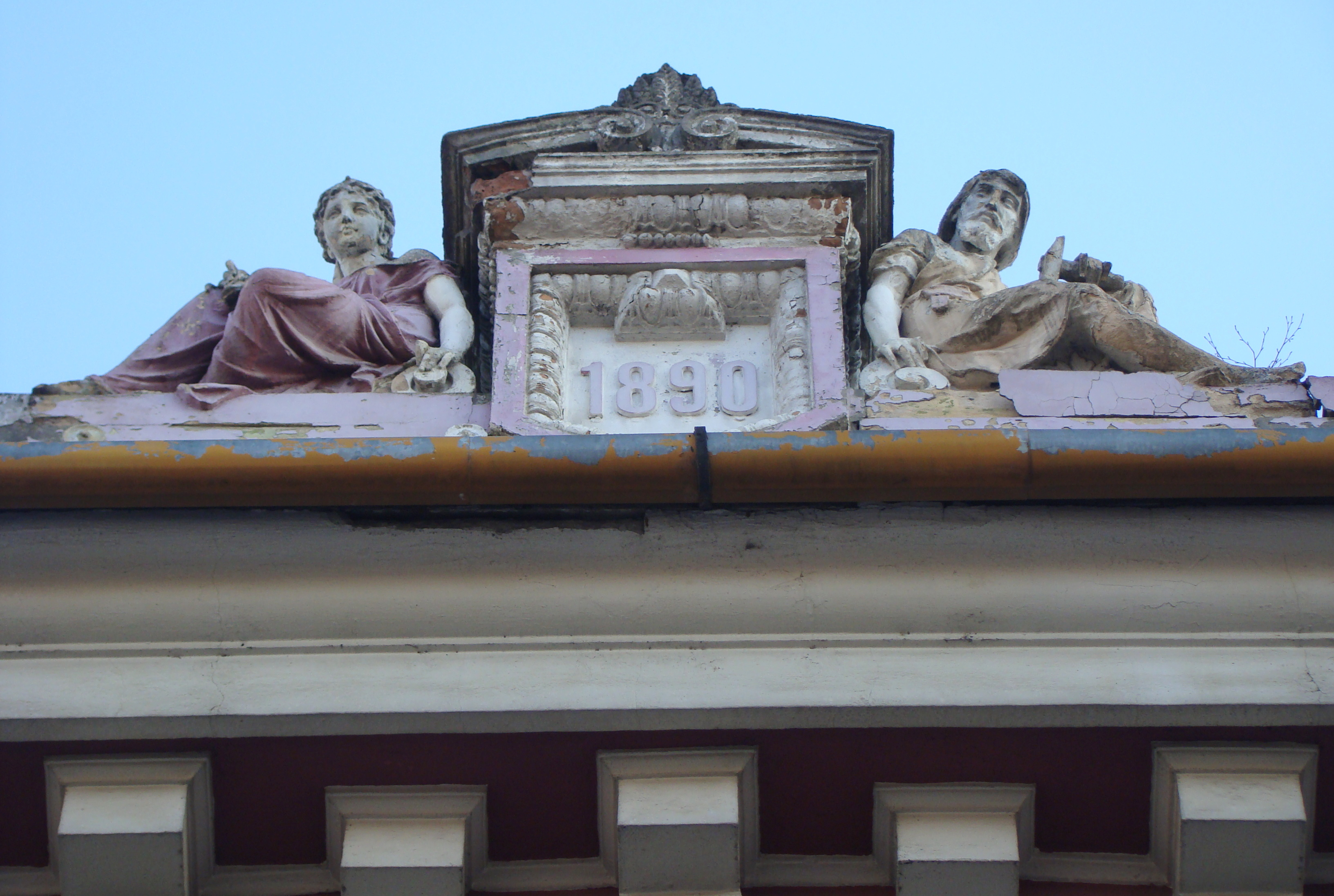
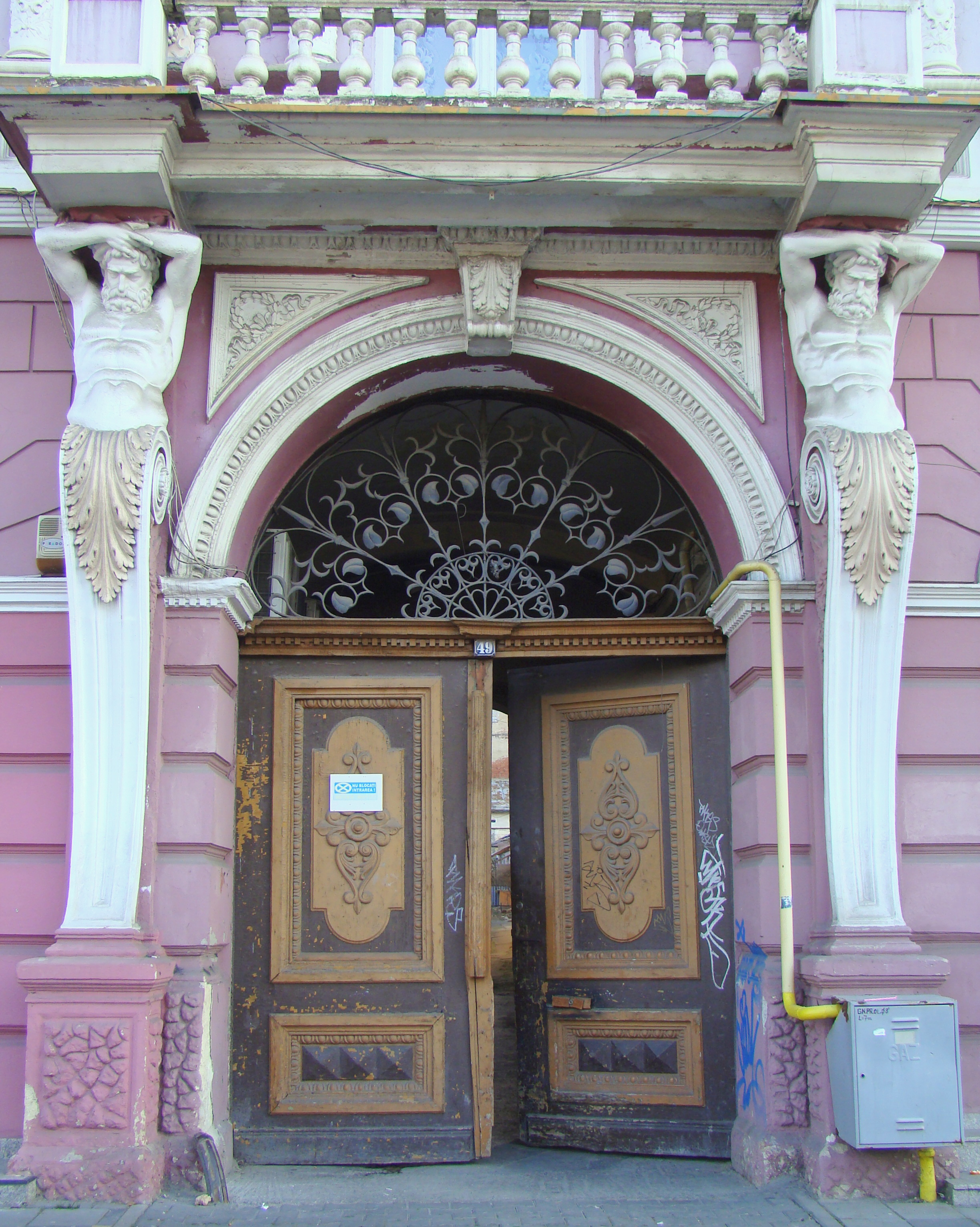
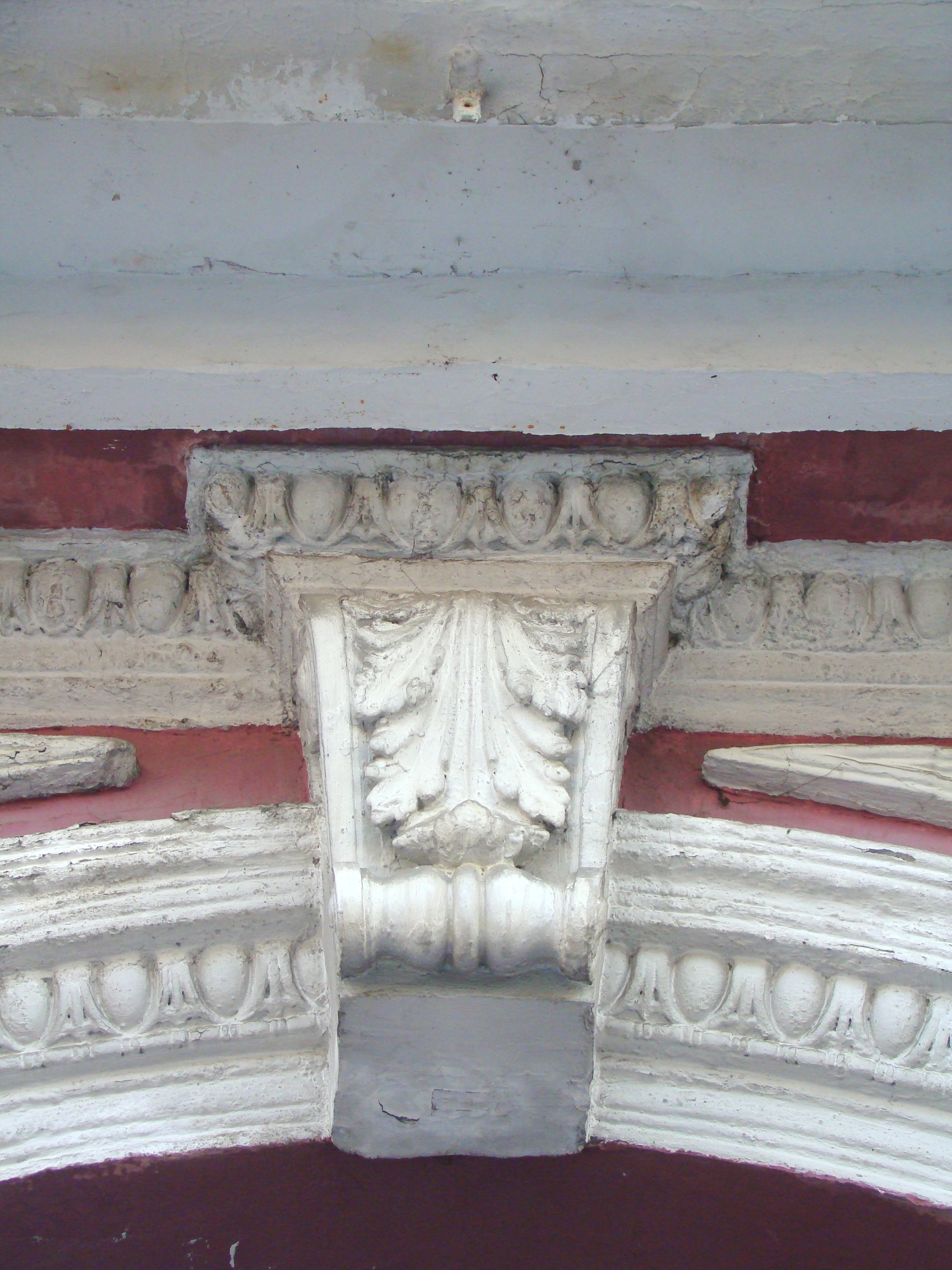
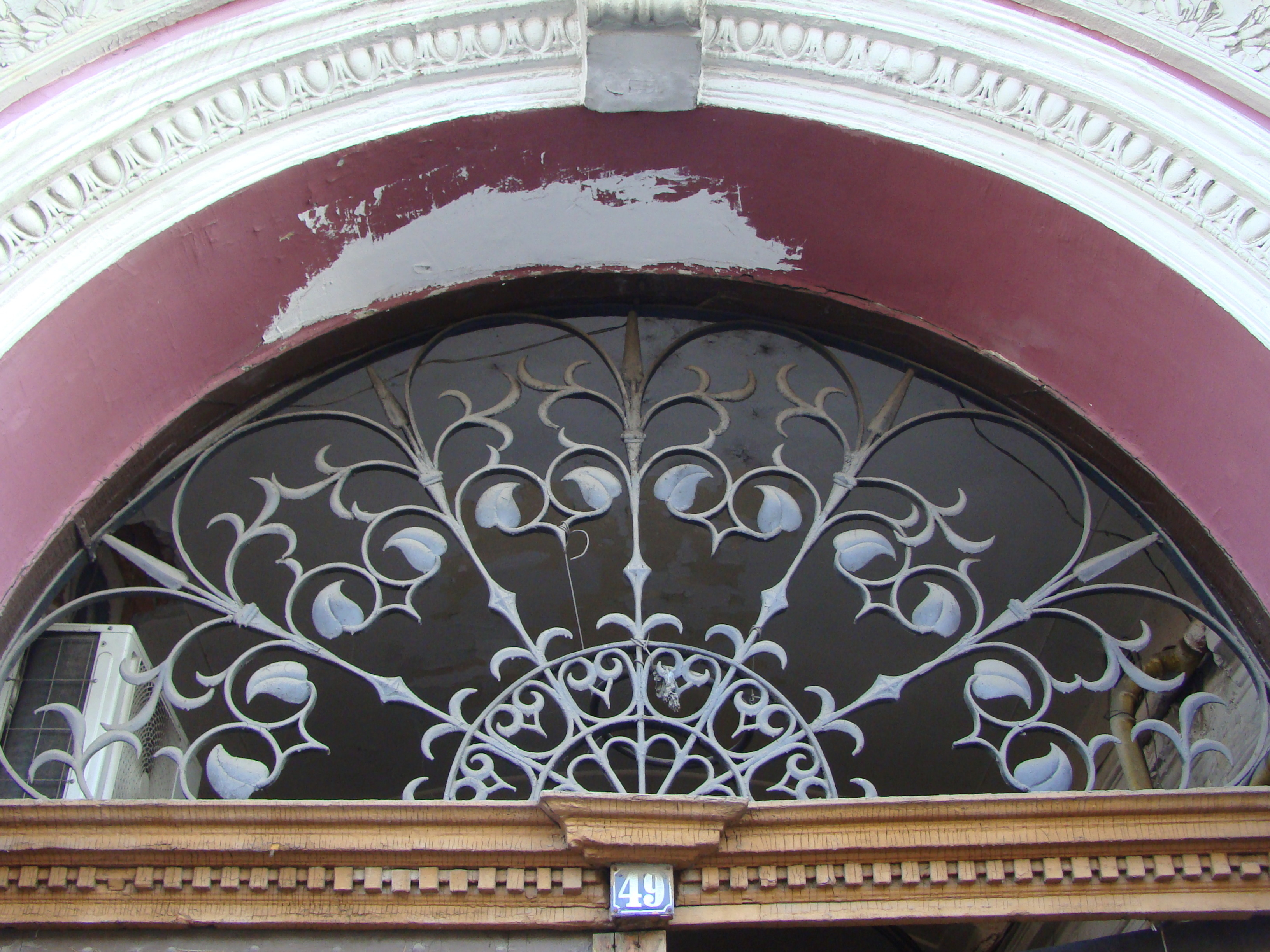
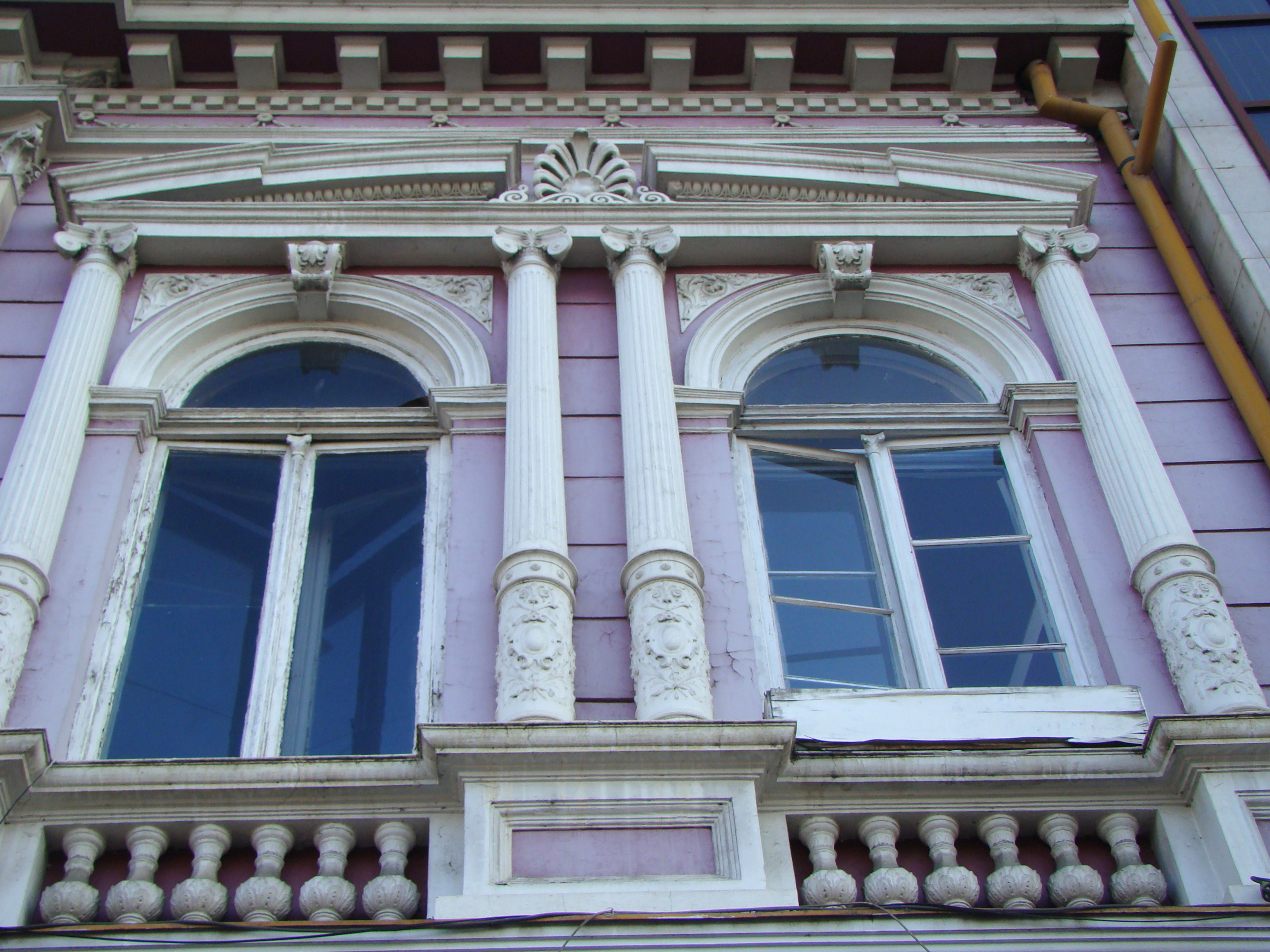
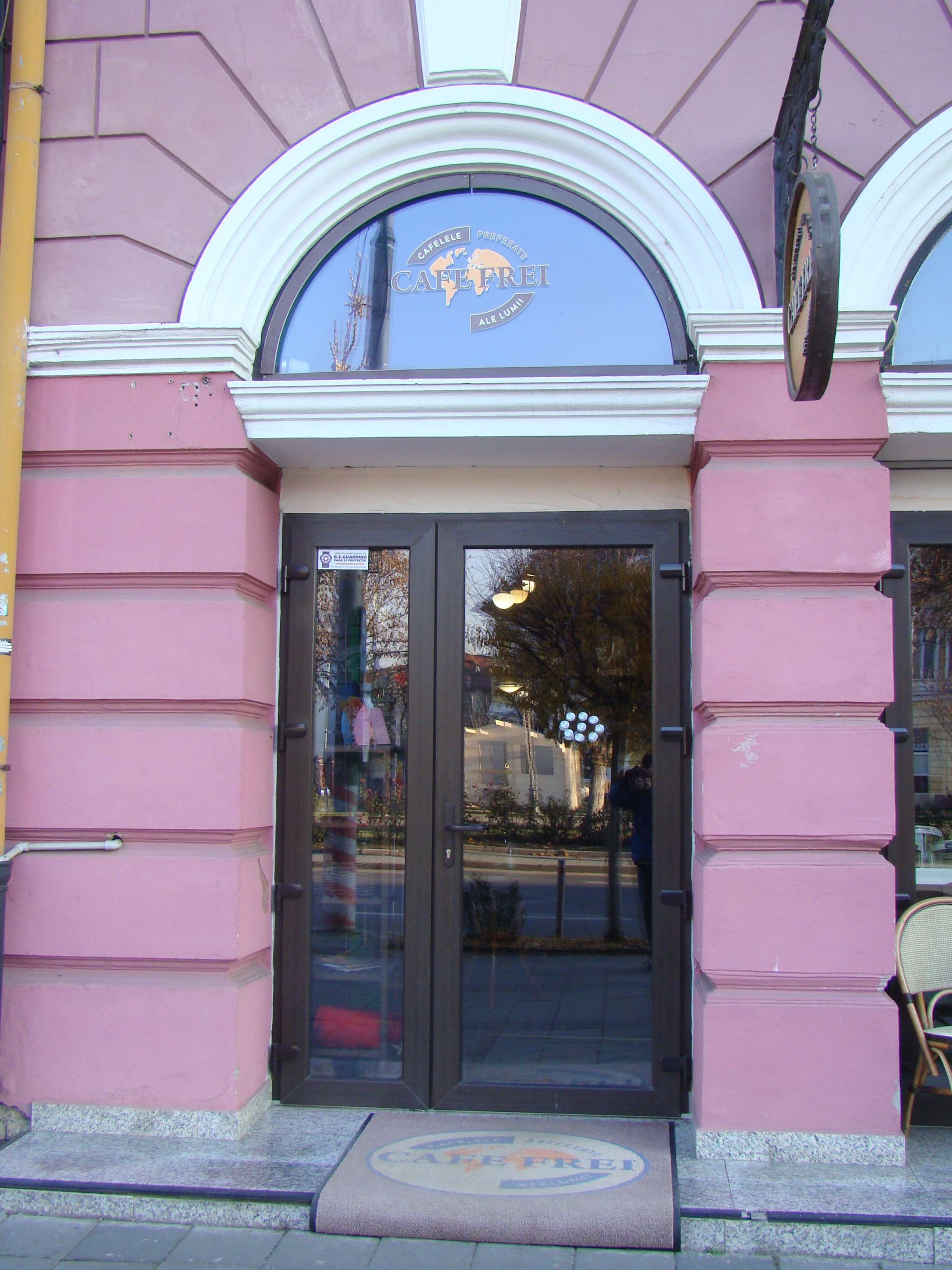
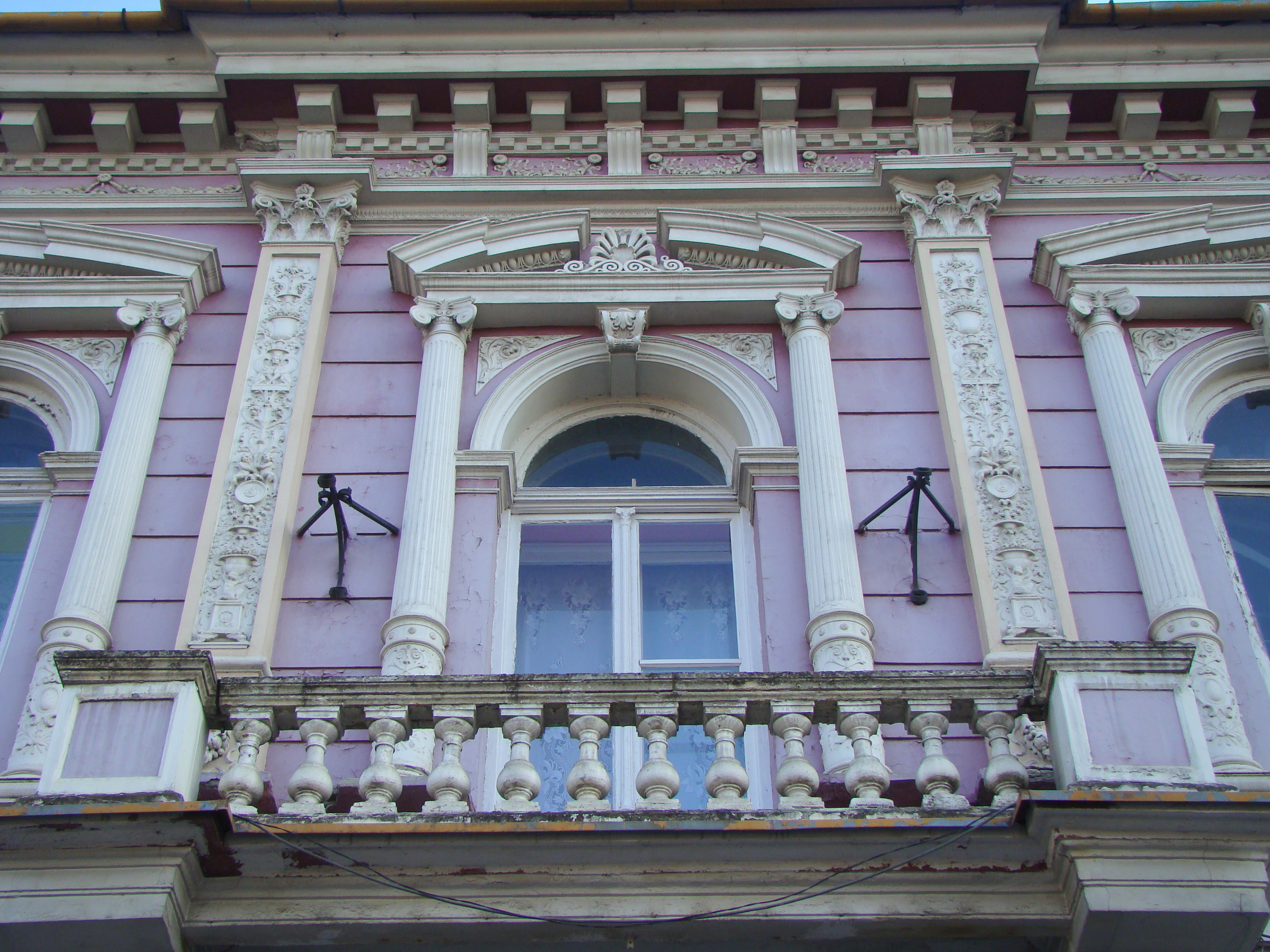
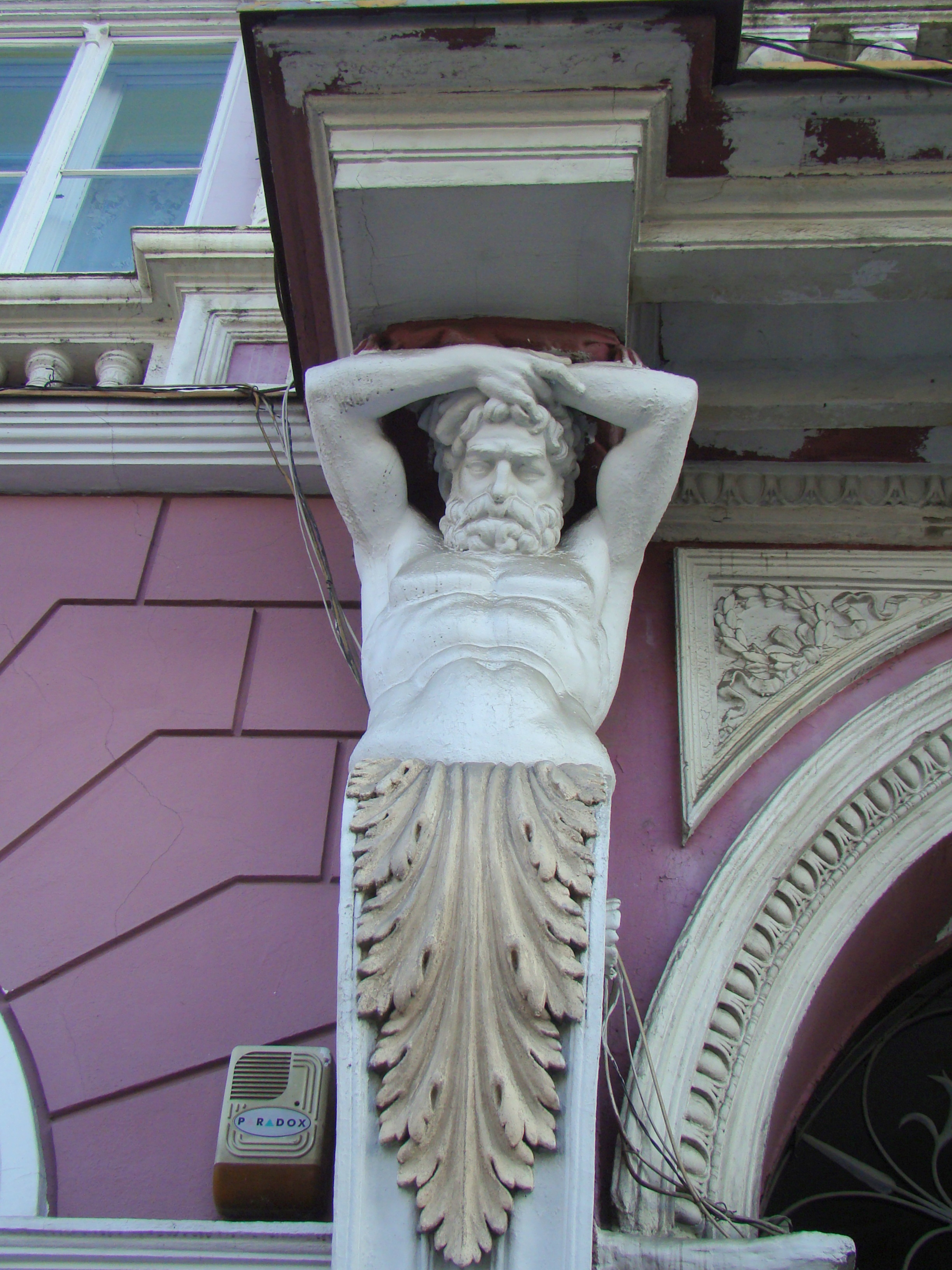
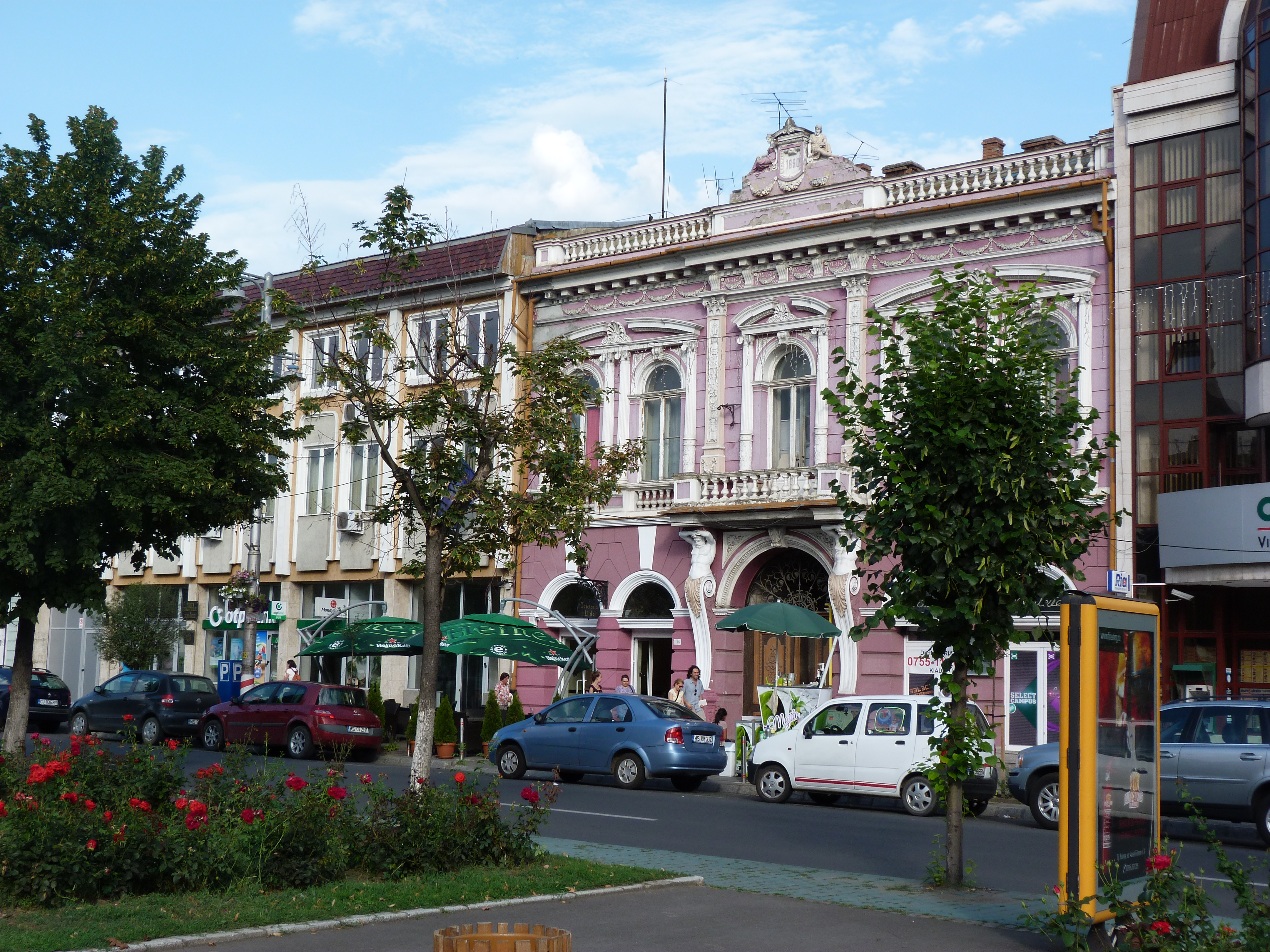